# Odmicač malog prsta (ruka)
Odmicač malog prsta (lat. musculus abductor digiti minimi) je mišić uzvisine malog prsta.
Mišić inervira lat. nervus ulnaris.

## Polazište i hvatište
Mišić polazi s graškaste kosti i lat. retinaculum flexorum, a hvata se za proksimalni članak malog prsta.